# Tempête Juan blanc
La tempête Juan blanc est le nom officieux donné dans les provinces de l'Atlantique au Canada à une forte tempête du Cap Hatteras qui a frappé cette région du 17 au 20 février 2004. Le système donna des conditions de blizzard, seulement cinq mois après le passage de l'ouragan Juan le 28 septembre 2003. Par sa furie, cette tempête a fait penser à bien des égards au passage de l'ouragan encore frais en mémoire.

## Évolution météorologique
Le 17 février, une dépression s'est formée à environ 200 kilomètres au sud-est du cap Hatteras, en Caroline du Nord. Elle s'est intensifiée rapidement en se déplaçant de 35 à 40 km/h vers le nord-est sur les eaux chaudes du Gulf Stream. La pression centrale de la tempête a chuté de 57 hPa en 42 heures. Son intensité a même dépassé celle de l'ouragan Juan qui avait frappé la région au mois de septembre précédent.
Tôt le 19 février, la tempête est passée au sud des provinces maritimes canadiennes, donnant de la neige abondante et des vents forts sur toute la Nouvelle-Écosse, le sud-est du Nouveau-Brunswick et l'Île-du-Prince-Édouard,,.
Le lendemain, c'était au tour de Terre-Neuve-et-Labrador d'être affecté alors que les maritimes était toujours dans le blizzard. Le 21, la tempête affaiblie quittait vers l'Atlantique nord.

## Effets

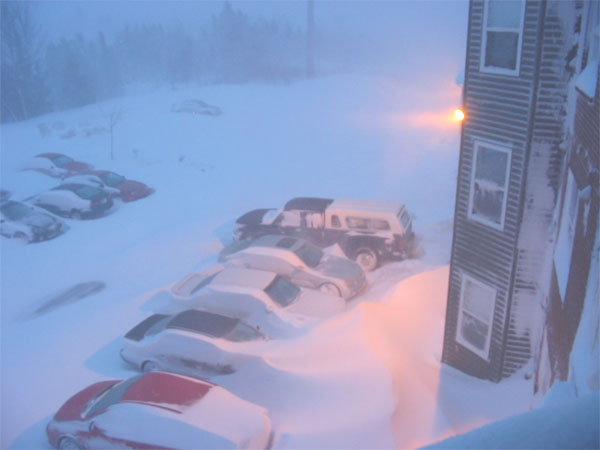
Les rues après le Juan blanc.

Le passage de ce Juan blanc a laissé de 50 à 100 cm de neige en moyenne de la Nouvelle-Écosse à Terre-Neuve. On rapporte même un total de 95,5 cm à la base militaire de Shearwater, près de Halifax (Nouvelle-Écosse),. La tempête a également battu le record d'accumulation de neige pour 24 heures à Yarmouth (Nouvelle-Écosse) qui était de 67,8 cm (16 janvier 1977) avec un total de 82,6 cm,. On signale en plus plusieurs rapports officieux de 150 cm de neige à travers la Nouvelle-Écosse. La masse d'air était très instable et des orages ont été imbriqués dans la couverture nuageuse donnant localement des accumulations de plus de 20 cm de neige à l'heure.
Les vents moyens de 60 à 80 km/h à différentes stations de la Nouvelle-Écosse, du Nouveau-Brunswick, de Terre-Neuve et du Labrador ont été accompagnés de rafales jusqu'à 124 km/h sur une minute. On a même deux stations de la région d'Halifax qui ont enregistré des rafales à 147 km/h sur 10 secondes mais ces données ne sont pas confirmées par le Service météorologique du Canada. Les vents et la neige ont donné des conditions de poudrerie généralisée, réduisant la visibilité à 1/2 kilomètre ou moins durant au moins 8 heures et localement à nulle,,.
En poussant la neige, les vents ont de plus formé des congères pouvant atteindre la hauteur d'une maison de deux étages ce qui a rendu les routes impraticables et paralysé toute la région. Les commerces, écoles et services publics non essentiels ont été fermés. Durant plusieurs jours, un couvre-feu à 22h00 a été institué pour la circulation automobile dans la ville d'Halifax afin de permettre le déneigement des artères. La masse de neige à ramasser par les chasse-neiges et les souffleuses fut tellement grande qu'on manqua de place où la déposer. Une partie fut jetée dans le port,.
La majorité des écoles furent fermées au moins une semaine après la fin de la tempête. Leurs stationnements furent utilisés pour l'entreposage temporaire de la neige enlevée des routes. La perte de tant de jours de classe fut reprise au début et à la fin de l'année scolaire suivante,.
Les vents de force d'ouragan selon l'échelle de Beaufort donnèrent une houle de 10 à 15 mètres en mer. Des avertissements avaient été émis à cet effet dans les prévisions maritimes. Une onde de tempête, équivalente à celle associée avec un ouragan de catégorie 1, affecta la côte depuis le sud-est du Nouveau-Brunswick jusqu'à l'île-du-Prince-Édouard.

### Accumulations totales des 18 et 19 février 2004
- Nouvelle-Écosse[2] :
  - Centre-ville d'Halifax, 95.5 cm
  - Aéroport d'Halifax, 66.8 cm
  - Sydney, 40.8 cm
  - Yarmouth, 82.6 cm
  - Lower Sackville, 91.4 cm
  - Middleboro, 73.0 cm
  - Port Hawkesbury, 50.0 cm
  - Victoria, 49.0 cm

- Île-du-Prince-Édouard[2] :
  - Charlottetown, 74.4 cm
  - Kingsboro, 68.8 cm

- Nouveau-Brunswick[2] :
  - Moncton, 61.2 cm
  - Saint-Jean, 25.0 cm
  - Frédéricton, 1.6 cm
  - Miramichi, 3.5 cm
  - Bathurst, 0 cm.